# Abaloma Cuautla
Abaloma Cuautla är en ort i Mexiko.   Den ligger i kommunen Atlahuilco och delstaten Veracruz, i den sydöstra delen av landet, 230 km öster om huvudstaden Mexico City. Abaloma Cuautla ligger 2 242 meter över havet och antalet invånare är 302.
Terrängen runt Abaloma Cuautla är bergig. Runt Abaloma Cuautla är det ganska tätbefolkat, med 93 invånare per kvadratkilometer. Närmaste större samhälle är Ciudad Mendoza, 19,0 km nordväst om Abaloma Cuautla. I omgivningarna runt Abaloma Cuautla växer i huvudsak blandskog.